# Filet
El filet és una peça de carn procedent de la part lumbar, entre les costelles inferiors i la columna vertebral, damunt dels ronyons i sota el llom baix. S'entén per filet el tros de carn d'origen boví o porcí, ja que en altres animals el múscul és tan petit que no s'especeja separadament. El filet es considera a la cuina una peça selecta de carn que es prepara de diverses formes.

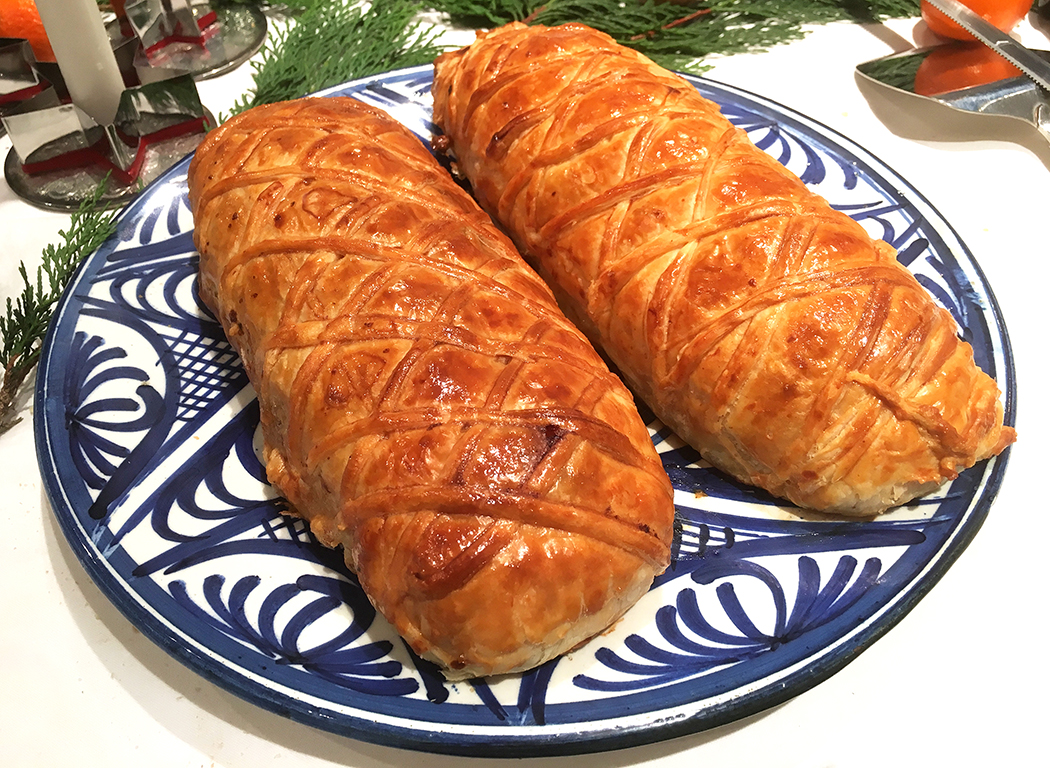
Filet wellington

El filet és una peça que consta de diverses parts: el cap, el centre i la punta. Té forma cònica, de manera que el cap correspon a la part gruixuda i acaba en punta. Algunes parts del filet tenen noms que les designen particularment. Per exemple a la punta se l'anomena filet mignon, el chateaubriand és la part més gruixuda mentre que el turnedó és la part intermèdia.